# Crenavolva cruenta
Crenavolva cruenta là một loài ốc biển, là động vật thân mềm chân bụng sống ở biển thuộc họ Ovulidae.